# Aleksandr Kornejtjuk
Aleksandr Kornejtjuk, född 25 maj 1905 i Chrystynivka, död 14 maj 1972 i Kiev, var en sovjetisk författare.
Aleksandr Kornejtjuk var född i Ukraina och debuterade redan 1934, då han i en allrysk tävling erhöll pris för dramat Flottans öde. 1935 skrev han den tendentiösa komedin Platon Kretjet (uppförd i Sveriges Radio 1946), som handlar om en ung läkares kamp mot slentrian och byråkrati. Efter ett par mindre beaktade pjäser följde 1939 det historiska dramat Bogdan Chmelnitskij och 1940 bondedramat På Ukrainas stäpper. Efter krigsutbrottet 1941 skrev Kornejtjuk några krigsdramer, av vilka Fronten och Partisaner på Ukrainas stäpper (en fortsättning på pjäsen från 1940) blev mycket spelade och omtalade. Senare framträdde Kornejtjuk bland annat med Mr. Perkins' uppdrag i bolsjevikernas land (1944), som skildrar en amerikansk affärsmans besök i Sovjet. Kornejtjuk var en rättrogen kommunist och förstod att i sina dramer till scenen överföra de tendenser och budskap, som för tillfällen var aktuella i Sovjetunionen. Han var gift med den polsk-ryska författarinnan Wanda Wasilewska.